# Loisin
 Loisin  es una comuna y población de Francia, en la región de Ródano-Alpes, departamento de Alta Saboya, en el distrito de Thonon-les-Bains y cantón de Douvaine.
Su población en el censo de 1999 era de 1142 habitantes. Forma parte de la aglomeración urbana de Douvaine.
Está integrada en la Communauté de communes du Bas-Chablais .

## Demografía
| 465 | 502 | 672 | 879 | 1071 | 1142 |
| Para los censos de 1962 a 1999 la población legal corresponde a la población sin duplicidades (Fuente: INSEE [Consultar]) |     |     |     |      |      |